# Підводні човни типу «U»
Підводні човни типу «U» (англ. British U-class submarine) — клас військових кораблів з 49 малих підводних човнів, що випускалися британськими суднобудівельними компаніями з 1937 по 1943 роки. Субмарини цього типу входили до складу Королівських військово-морських флотів Великої Британії, Данії, Норвегії, Польщі, Вільної Франції, СРСР та Нідерландів і брали активну участь у Другій світовій війні.

## Проєкт
Проєктувальні роботи з розробки підводних човнів типу «U» з 1935 по 1938 рік здійснювалися конструкторським колективом під керівництвом Л. К. Вільямсона, а з 1938 по 1940 рік — Г. В. Пампліна. Потім, вдосконалення човнів проєкту «U», розробку поліпшеного проєкту «V» і серійне будівництво підводних човнів по ньому очолював А.Дж. Сімі.
Своєрідність підводних човнів типу «U» полягала в тому, що спочатку з 1935 року вони проєктувалися як навчальні кораблі для підготовки екіпажів підводних човнів і корабельних бойових розрахунків протичовнових кораблів. Підводні човни типу «U» передбачалося використовувати у водах Метрополії та на Середземному морі. Прототипом при їхньому проєктуванні обрали середній підводний човен типу «H» часів Першої світової війни. Цей тип субмарин був адаптований британським Адміралтейством для побудови на британських верфях експортним проєктом відомого американського конструктора Дж. Голланда, за яким у різних модифікаціях будувалися підводні човни для багатьох флотів світу.
Підводні човни цього типу з часом перетворилися на успішні бойові човні, незважаючи на невеликі розміри, швидкість і дальність плавання.
Більшість човнів будувалися компанією Vickers-Armstrongs, і більшість на її верфі в Барроу-ін-Фернесс. Перша група з 3 човнів («Андін», «Юніті» та «Урсула») була замовлена за програмою Адміралтейства 1936 року.

## Підводні човни типу «U»

### Підводні човни 1-ї серії
| № | Корабель | Номер вимпелу | Виготовлювач                          | Закладено      | Спущено        | У строю        | Статус |
| - | -------- | ------------- | ------------------------------------- | -------------- | -------------- | -------------- | --- |
| 1 | «Андін»  | N48           | Vickers-Armstrongs, Барроу-ін-Фернесс | 19 лютого 1937 | 5 жовтня 1937  | 21 серпня 1938 | 7 січня 1940 року дістав пошкоджень від німецьких тральщиків та затоплений командою поблизу Гельголанда                                                                                          |
| 2 | «Юніті»  | N66           | Vickers-Armstrongs, Барроу-ін-Фернесс | 19 лютого 1937 | 16 лютого 1938 | 5 жовтня 1938  | 29 квітня 1940 року затонув у результаті зіткнення з норвезьким судном SS Atle Jarl у Блайті |
| 3 | «Урсула» | N59           | Vickers-Armstrongs, Барроу-ін-Фернесс | 19 лютого 1937 | 16 лютого 1938 | 20 грудня 1938 | 26 червня 1944 року переданий до радянського ВМФ, де перейменований на В-4; на початку 1950 року повернутий Великій Британії, до лав флоту не повертався. У травні 1950 року розібраний на брухт |

### Підводні човни 2-ї серії
| №  | Корабель   | Номер вимпелу | Виготовлювач                          | Закладено         | Спущено         | У строю           | Статус |
| -- | ---------- | ------------- | ------------------------------------- | ----------------- | --------------- | ----------------- | --- |
| 4  | «Ампайр»   | N82           | Chatham Dockyard, Чатем               | 1 січня 1940      | 30 грудня 1940  | 10 липня 1941     | 19 липня 1941 року затонув у наслідок зіткнення з траулером Peter Hendriks у Північному морі                                                    |
| 5  | «Уна»      | N87           | Chatham Dockyard, Чатем               | 7 травня 1940     | 10 червня 1941  | 27 вересня 1941   | 11 квітня 1949 року проданий на металобрухт |
| 6  | «Анбітен»  | N93           | Vickers-Armstrongs, Барроу-ін-Фернесс | 22 листопада 1939 | 9 липня 1940    | 10 листопада 1940 | 11 листопада 1942 року помилково потоплений у Біскайській затоці британськими літаками «Веллінгтон» Берегового командування Королівських ПС     |
| 7  | «Андонтед» | N55           | Vickers-Armstrongs, Барроу-ін-Фернесс | 2 грудня 1939     | 20 серпня 1940  | 30 грудня 1940    | 11 травня 1941 року ймовірно затонув підірвавшись на мінному полі, встановленому італійським міноносцем «Пегасо», поблизу Триполі               |
| 8  | «Юніон»    | N56           | Vickers-Armstrongs, Барроу-ін-Фернесс | 9 грудня 1939     | 1 жовтня 1940   | 22 лютого 1941    | 20 липня 1941 року потоплений італійським міноносцем «Чірче» у Сицилійській протоці                                                             |
| 9  | «Юнік»     | N95           | Vickers-Armstrongs, Барроу-ін-Фернесс | 30 жовтня 1939    | 6 червня 1940   | 27 вересня 1940   | Приблизно 10 жовтня 1942 року ймовірно затонув підірвавшись на мінному полі в Біскайській затоці                                                |
| 10 | «Апхолдер» | P37           | Vickers-Armstrongs, Барроу-ін-Фернесс | 30 жовтня 1939    | 8 липня 1940    | 31 жовтня 1940    | Приблизно 14 квітня 1942 року ймовірно потоплений італійським міноносцем «Пегасо» південно-східніше Мальти, або затонув, підірвавшись на міні   |
| 11 | «Апрайт»   | N89           | Vickers-Armstrongs, Барроу-ін-Фернесс | 6 листопада 1939  | 21 квітня 1940  | 3 вересня 1940    | У березні 1946 року розібраний на брухт |
| 12 | «Ачін»     | N97           | Vickers-Armstrongs, Барроу-ін-Фернесс | 9 грудня 1939     | 30 вересня 1940 | 19 січня 1941     | У січні 1941 року переданий до складу ВМС Польщі; 27 липня 1945 року повернутий флоту Великої Британії; у вересні 1949 року розібраний на брухт |
| 13 | «Ардж»     | N17           | Vickers-Armstrongs, Барроу-ін-Фернесс | 30 жовтня 1939    | 19 серпня 1940  | 12 грудня 1940    | після 29 квітня 1942 року підірвався на міні неподалік від Великої гавані                                                                       |
| 14 | «Аск»      | N65           | Vickers-Armstrongs, Барроу-ін-Фернесс | 6 листопада 1939  | 7 червня 1940   | 11 жовтня 1940    | 29 квітня 1941 року ймовірно підірвався на міні поблизу мису Бон                                                                                |
| 15 | «Атмост»   | N19           | Vickers-Armstrongs, Барроу-ін-Фернесс | 2 листопада 1939  | 20 квітня 1940  | 17 серпня 1940    | 25 листопада 1942 року ймовірно потоплений західніше Сицилії італійським міноносцем «Гроппо»                                                    |

### Підводні човни 3-ї серії
| №  | Корабель     | Номер вимпелу | Виготовлювач                          | Закладено         | Спущено           | У строю           | Статус |
| -- | ------------ | ------------- | ------------------------------------- | ----------------- | ----------------- | ----------------- | --- |
| 16 | «Ультиматум» | P34           | Vickers-Armstrongs, Барроу-ін-Фернесс | 19 червня 1940    | 11 лютого 1941    | 29 липня 1941     | 23 грудня 1949 року проданий на брухт |
| 17 | «Алтор»      | P53           | Vickers-Armstrongs, Барроу-ін-Фернесс | 30 грудня 1941    | 12 жовтня 1942    | 31 грудня 1942    | 22 січня 1946 року розібраний на брухт |
| 18 | «Амбра»      | P35           | Vickers-Armstrongs, Барроу-ін-Фернесс | 19 липня 1940     | 15 березня 1941   | 2 вересня 1941    | 9 липня 1946 року проданий на брухт |
| 19 | «Анбендінг»  | P37           | Vickers-Armstrongs, Барроу-ін-Фернесс | 30 серпня 1940    | 12 травня 1941    | 5 листопада 1941  | У травні 1950 року проданий на брухт |
| 20 | «Анброукен»  | P42           | Vickers-Armstrongs, Барроу-ін-Фернесс | 30 грудня 1940    | 4 листопада 1941  | 29 січня 1942     | 26 червня 1944 року переданий ВМФ СРСР, де перейменований на В-2, 1949 повернутий Королівському флоту, уведений до строю, як HMS Unbroken. 9 травня 1950 року списаний на брухт |
| 21 | «Унісон»     | P43           | Vickers-Armstrongs, Барроу-ін-Фернесс | 30 грудня 1940    | 5 листопада 1941  | 19 лютого 1942    | 26 червня 1944 року переданий ВМФ СРСР, де перейменований на В-3; 1949 повернутий Королівському флоту; у травні 1950 року списаний на брухт |
| 22 | «Юнайтед»    | P44           | Vickers-Armstrongs, Барроу-ін-Фернесс | 25 лютого 1941    | 18 грудня 1941    | 2 квітня 1942     | У лютому 1946 року списаний на брухт |
| 23 | «Юніверсал»  | P57           | Vickers-Armstrongs, Барроу-ін-Фернесс | 5 вересня 1941    | 10 листопада 1942 | 8 березня 1943    | У червні 1946 року списаний на брухт |
| 24 | «Анрівалд»   | P45           | Vickers-Armstrongs, Барроу-ін-Фернесс | 12 травня 1941    | 16 лютого 1942    | 3 травня 1942     | 22 січня 1946 року розібраний на брухт |
| 25 | «Анрафлд»    | P46           | Vickers-Armstrongs, Барроу-ін-Фернесс | 25 лютого 1941    | 19 грудня 1941    | 9 квітня 1942     | У січні 1946 року розібраний на брухт |
| 26 | «Анрулі»     | P49           | Vickers-Armstrongs, Барроу-ін-Фернесс | 19 листопада 1941 | 28 липня 1942     | 3 листопада 1942  | У лютому 1946 року розібраний на брухт |
| 27 | «Ансін»      | P51           | Vickers-Armstrongs, Барроу-ін-Фернесс | 30 липня 1941     | 16 квітня 1942    | 2 липня 1942      | У вересні 1949 року розібраний на брухт |
| 28 | «Аншейкен»   | P54           | Vickers-Armstrongs, Барроу-ін-Фернесс | 12 червня 1941    | 17 лютого 1942    | 21 травня 1942    | У березні 1946 року розібраний на брухт |
| 29 | «Ансперінг»  | P55           | Vickers-Armstrongs, Барроу-ін-Фернесс | 11 серпня 1941    | 28 липня 1942     | 29 листопада 1942 | У 1946 році розібраний на брухт |
| 30 | «Ансвервінг» | P63           | Vickers-Armstrongs, Барроу-ін-Фернесс | 17 лютого 1942    | 19 липня 1943     | 3 жовтня 1943     | У липні 1949 року розібраний на брухт |
| 31 | «Антеймд»    | P58           | Vickers-Armstrongs, Барроу-ін-Фернесс | 9 жовтня 1941     | 8 грудня 1942     | 13 квітня 1943    | 30 травня 1943 року затонув під час тренувального занурення в гирлі Клайда поблизу Ферт-оф-Клайд; 5 липня 1943 року піднятий та згодом уведений до строю; 13 лютого 1946 проданий на брухт |
| 32 | «Антайрінг»  | P59           | Vickers-Armstrongs, Барроу-ін-Фернесс | 23 грудня 1941    | 20 січня 1943     | 9 червня 1943     | 25 липня 1945 року переданий до ВМС Греції, перейменований на Ξιφίας (англ. Xifias, «Ксіфіас»); 29 травня 1952 року повернутий Королівському флоту; 25 липня 1957 року потоплений як підводна мішень під час випробувань                                                                                     |
| 33 | «Апрор»      | P31           | Vickers-Armstrongs, Барроу-ін-Фернесс | 30 квітня 1940    | 27 листопада 1940 | 2 квітня 1941     | На ранньому етапі експлуатації йменувався P31, у лютому 1943 року перейменований на Ullswater, а у квітні 1943 року на Uproar; 13 лютого 1946 року проданий на злам |
| 34 | «Апстарт»    | P65           | Vickers-Armstrongs, Барроу-ін-Фернесс | 17 березня 1942   | 24 листопада 1942 | 3 квітня 1943     | У 1945 переданий до ВМС Греції, куди увійшов під назвою Αμφιτρίτη (англ. Amphitriti, «Амфітріт»); у 1952 році повернутий Королівському флоту; 29 липня 1959 року потоплений як підводна мішень під час випробувань                                                                                           |
| 35 | «Юсупер»     | P56           | Vickers-Armstrongs, Барроу-ін-Фернесс | 18 вересня 1941   | 24 вересня 1942   | 2 лютого 1943     | 3 жовтня 1943 року ймовірно потоплений німецьким протичовновим кораблем UJ-2208 у Генуезькій затоці |
| 36 | «Утер»       | P62           | Vickers-Armstrongs, Барроу-ін-Фернесс | 31 січня 1942     | 6 квітня 1943     | 15 серпня 1943    | У квітні 1950 року розібраний на брухт |
| 37 | «Вандал»     | P64           | Vickers-Armstrongs, Барроу-ін-Фернесс | 17 березня 1942   | 23 листопада 1942 | 20 лютого 1943    | Будувався як Unbridled; 24 лютого 1943 року затонув у наслідок морської аварії під час проведення тренувального походу; обставини невідомі |
| 38 | «Варангіан»  | P61           | Vickers-Armstrongs, Барроу-ін-Фернесс | 23 грудня 1941    | 4 квітня 1943     | 10 липня 1943     | 1 червня 1949 року розібраний на брухт |
| 39 | «Варн»       | P66           | Vickers-Armstrongs, Барроу-ін-Фернесс | 23 грудня 1941    | 4 квітня 1943     | 10 липня 1943     | У квітні 1943 року переданий Королівським ВМС Норвегії, до складу якого увійшов під назвою KNM Ula; у грудні 1965 року проданий на брухт |
| 40 | «Вокс»       | P67           | Vickers-Armstrongs, Барроу-ін-Фернесс | 29 квітня 1942    | 23 січня 1943     | 2 травня 1943     | Переданий ВМС Вільної Франції під назвою «Кюрі»; у липні 1946 року повернутий Королівському флоту, відновив назву «Вокс»; у травні 1949 року розібраний на брухт |
| 41 | P32          | P32           | Vickers-Armstrongs, Барроу-ін-Фернесс | 30 квітня 1940    | 15 грудня 1940    | 3 травня 1941     | 18 серпня 1941 року підірвався на мінному полі північніше Триполі |
| 42 | P33          | P33           | Vickers-Armstrongs, Барроу-ін-Фернесс | 18 червня 1940    | 28 січня 1941     | 30 травня 1941    | 18 серпня 1941 року ймовірно затоплений у Середземному морі італійськими кораблями, що ескортували конвой |
| 43 | P36          | P36           | Vickers-Armstrongs, Барроу-ін-Фернесс | 26 липня 1940     | 28 квітня 1941    | 24 вересня 1941   | 1 квітня 1942 року затоплений у гавані Валлетти під час бомбардування німецької авіації |
| 44 | P38          | P38           | Vickers-Armstrongs, Барроу-ін-Фернесс | 2 вересня 1940    | 9 липня 1941      | 17 жовтня 1941    | 23 лютого 1942 року затоплений у Середземному морі італійським міноносцем «Чірче» північніше Місурата |
| 45 | P39          | P39           | Vickers-Armstrongs, Барроу-ін-Фернесс | 14 жовтня 1940    | 23 серпня 1941    | 16 листопада 1941 | 6 березня 1942 року пошкоджений під час авіанальоту німецьких бомбардувальників на ВМБ на Мальті, перебазований до Калькара; 26 березня зазнав невиправних пошкоджень за час другого авіаційного нальоту; 1954 остаточно розібраний                                                                          |
| 46 | P41          | P41           | Vickers-Armstrongs, Барроу-ін-Фернесс | 15 жовтня 1940    | 24 серпня 1941    | 12 грудня 1941    | 7 грудня 1941 року переданий Королівським ВМС Норвегії, до складу якого увійшов під назвою KNM Uredd; 24 лютого 1943 року затонув ймовірно у наслідок підриву на міні поблизу Буде |
| 47 | P47          | P47           | Vickers-Armstrongs, Барроу-ін-Фернесс | 19 листопада 1941 | 27 липня 1942     | 8 жовтня 1942     | 23 вересня 1942 року переданий Королівським ВМС Нідерландів, до складу якого увійшов під назвою HNLMS Dolfijn; у грудні 1946 року виключений зі списків флоту, у травні 1952 року зданий на злам |
| 48 | P48          | P48           | Vickers-Armstrongs, Барроу-ін-Фернесс | 21 серпня 1941    | 15 квітня 1942    | 18 червня 1942    | 25 грудня 1942 року потоплений у Туніській затоці глибинними бомбами італійських міноносців «Арденте» й «Ардіто» |
| 49 | P52          | P52           | Vickers-Armstrongs, Барроу-ін-Фернесс | 30 грудня 1941    | 11 жовтня 1942    | 16 грудня 1942    | У грудні 1942 року переданий до складу ВМС Польщі, уведений до строю, як ORP Dzik; у липні 1946 року повернутий флоту Великої Британії, звідкіля переданий данському флоту. У Королівських ВМС Данії отримав назву U 1, згодом Springeren; 1957 повернути Британії та у квітні 1958 року розібраний на брухт |